# ウィード (ケンタッキー州)

ウィードとは、アメリカケンタッキー州にある非法人地域である。

## 地理
標高は318mである。コロンビアとエドモントンの中間に位置している。
近くにグリーン川が流れる。

## 交通

### 道路
- ルイー B. ナン・カンバーランド・パークウェイ（英語版）
- エドモントンロード